# Midale
Midale är en ort i Kanada.   Den ligger i provinsen Saskatchewan, i den sydöstra delen av landet, 2 100 km väster om huvudstaden Ottawa. Midale ligger 579 meter över havet och antalet invånare är 562.
Terrängen runt Midale är mycket platt. Trakten runt Midale är nära nog obefolkad, med mindre än två invånare per kvadratkilometer..
Trakten runt Midale består till största delen av jordbruksmark.